# Desfile do Dia da Vitória em Moscou em 2011

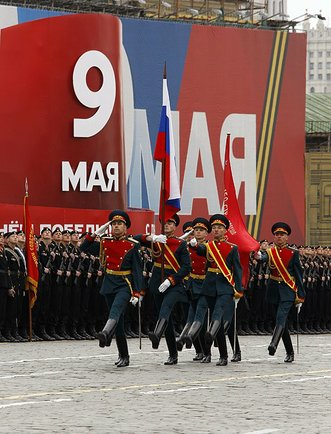
Deslocamento de bandeiras durante o desfile.

O Desfile do Dia da Vitória em Moscou em 2011 foi um desfile militar realizado em 9 de maio de 2011 na Praça Vermelha em Moscou para comemorar o 66º aniversário da vitória soviética sobre a Alemanha Nazista na Grande Guerra Patriótica. 20.000 militares representando todos os três serviços das Forças Armadas da Federação Russa, o Ministério de Assuntos Internos, o Serviço Federal de Segurança e o Ministério de Situações de Emergência participaram do desfile, seguidos por mais de 100 veículos militares e 5 helicópteros Mil Mi-8. 
O desfile foi comandado pelo Vice-Chefe do Estado-Maior Geral Coronel General Valery Gerasimov e inspecionado pelo Ministro da Defesa Anatoly Serdyukov .Pela primeira vez, os novos uniformes de serviço de combate foram usados por quase todas as unidades em desfile. Um ano depois, devido à enorme impopularidade dos uniformes, o estilo antigo foi revertido. 

## Galeria

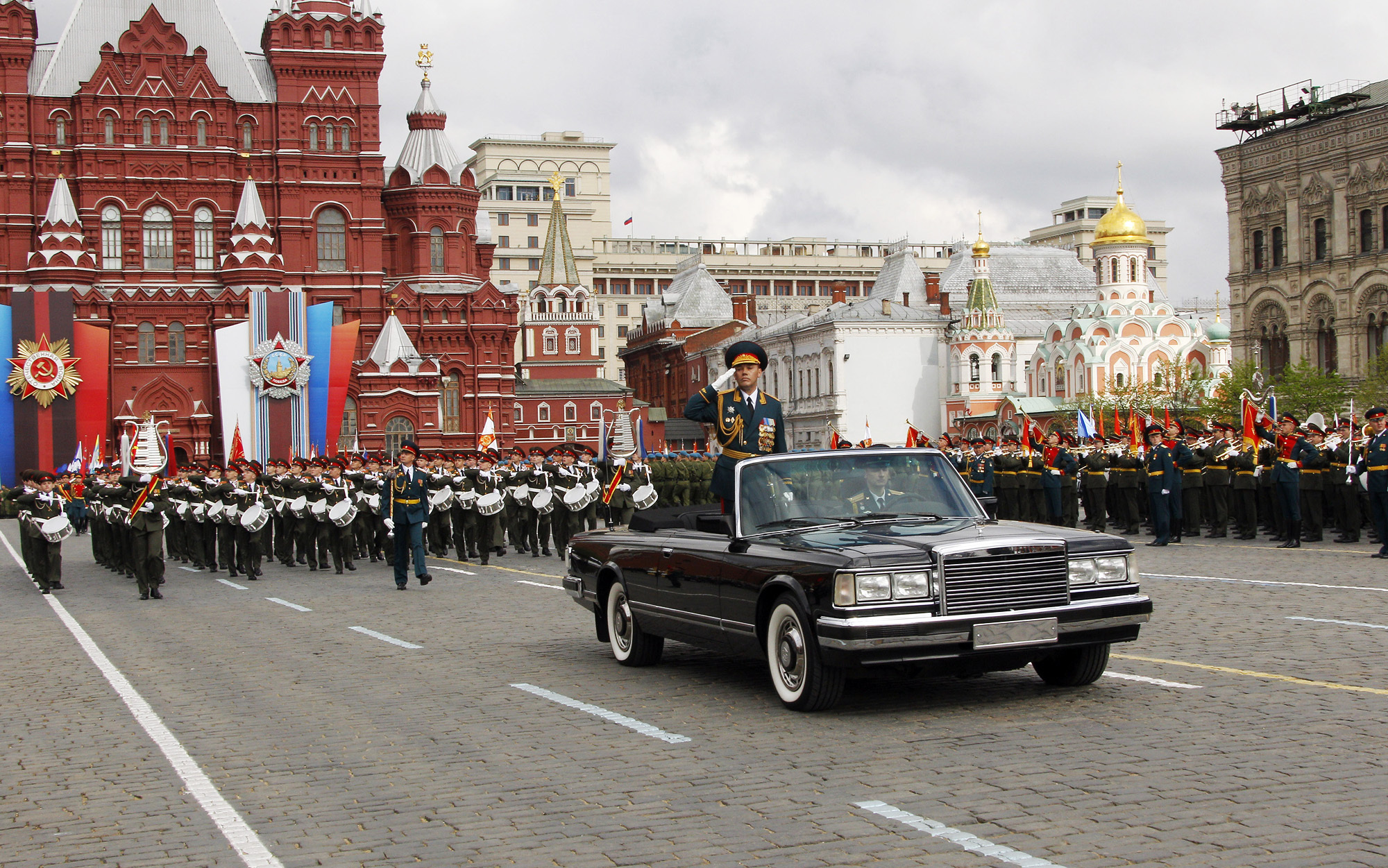
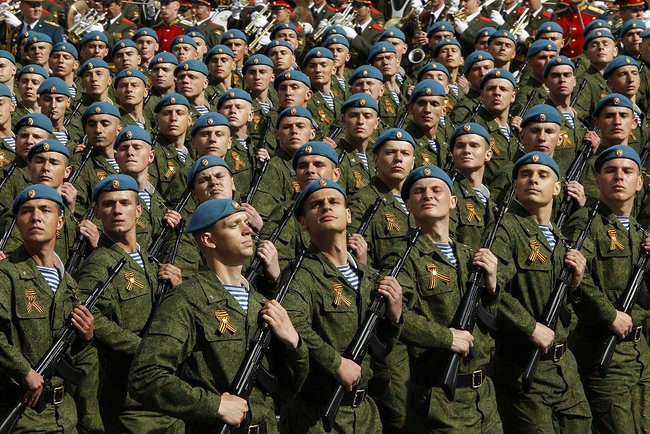
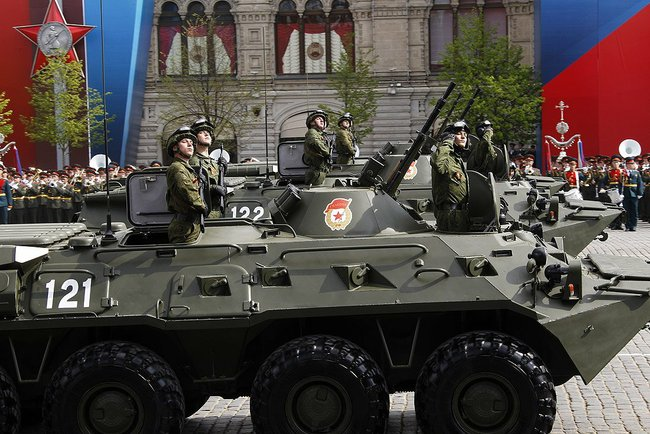
BTR-80
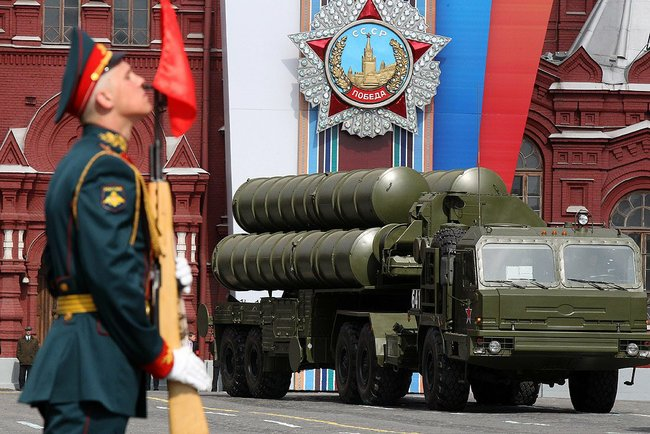
S-400
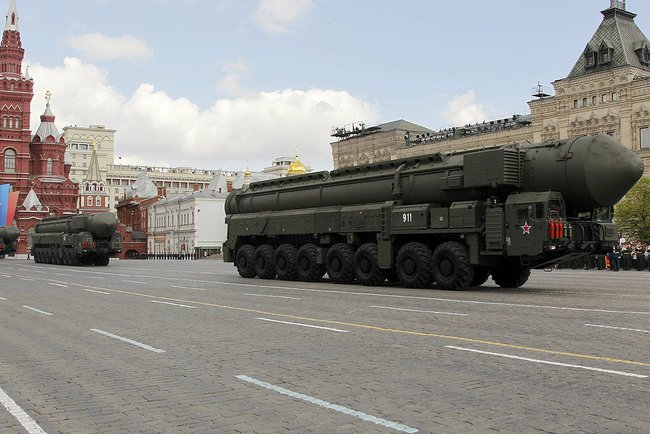
Topol-M
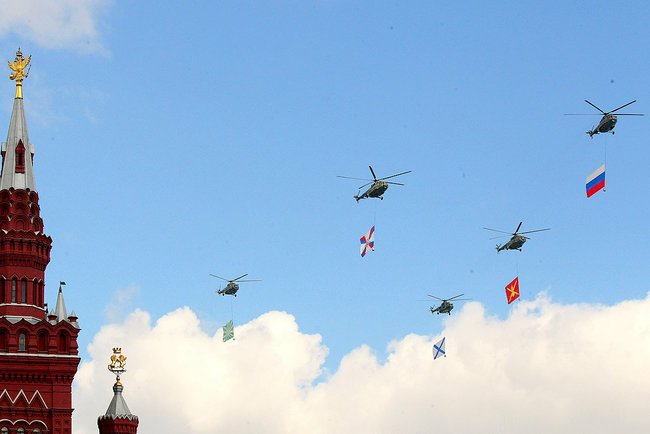
Helicópteros Mi-8